# Chaza’i-je Olja
Chaza’i-je Olja (pers. ‏خزايي عليا‎) – wieś w Iranie, w ostanie Azerbejdżan Zachodni, w szahrestanie Szahin Deż. W 2006 roku liczyła 279 mieszkańców.